# Mikoboka
Mikoboka is een plaats en commune in het zuiden van Madagaskar, behorend tot het district Sakaraha, dat gelegen is in de regio Atsimo-Andrefana. Tijdens een volkstelling in 2001 telde de plaats 7.423 inwoners.
De plaats biedt alleen lager onderwijs aan. 53% van de bevolking werkt als landbouwer en 42% houdt zich bezig met veeteelt. Het belangrijkste landbouwproduct is maniok; andere belangrijke producten zijn zoete aardappelen, limabonen en rijst. Verder is 5% actief in de dienstensector.